# Melbourne Cricket Ground
Melbourne Cricket Ground (MCG), còn được gọi là "The 'G" theo cách gọi của người dân địa phương, là một sân vận động thể thao nằm ở Yarra Park, Melbourne, Victoria, Úc. Sân được xây dựng và quản lý bởi Melbourne Cricket Club. Đây là sân vận động lớn nhất ở Nam Bán cầu, lớn thứ 11 trên thế giới và là sân vận động cricket lớn thứ hai trên thế giới. MCG nằm gần Trung tâm Thành phố Melbourne và được phục vụ bởi các ga xe lửa Richmond và Jolimont, cũng như các tuyến xe điện số 70, số 75 và số 48. Sân tiếp giáp với Melbourne Park và là một phần của Khu liên hợp thể thao và giải trí Melbourne.